# Terra Prometida (filme)
Promised Land (bra/prt: Terra Prometida) é um filme americano de 2012, do gênero drama, dirigido por Gus Van Sant e produzido pela Universal Pictures, Focus Features, Participant Média e Imagem Nation. É estrelado por Matt Damon, John Krasinski e Frances McDormand.

## Sinopse
Uma grande empresa de gás envia o jovem executivo Steve Butler (Matt Damon) e sua ajudante (Frances McDormand) a um povoado de agricultores e ganadeiros com a tarefa de convencer os habitantes locais a ceder terreno para a perfuração de poços de petróleo. Muitos deles precisam dinheiro devido à depressão económica da zona, agravada pela crise; porém um ecologista e um vizinho idoso se opõem às perfurações e tratam de impedir a operação, e, ao enfrentá-los, Steve se questiona sobre a direcção de sua própria vida.